# 異域2：孤軍
《異域2：孤軍》是以中華民國作家柏楊所撰戰爭小說《異域》為基礎改編的電影作品。
上映後，原著作者柏楊透過律師向行政院公平交易委員會檢舉，指片商未經過作者同意，遂擅自加註「異域2」冠在「孤軍」之上，有損壞作者名譽及違反公平交易之嫌而提起檢舉，最後公平交易委員會卻在1995年1月作成決定（行政院台八十五訴字第00656號決定書），認為電影公司並不違法。

## 概述
故事劇情述說「泰北孤軍」奉國民政府命南撤至緬甸、泰國、寮國邊境後，開始在燥濕的環境下，自行開闢村落生活。有人四處流竄變成土匪，有人則跟當地政府妥協。

## 劇情簡介
雲南反共救國軍鄧克保少校參謀官，不幸於一場與緬甸軍戰役裏被俘擄，繼而結識同一牢房的范龍及阿丁，甚至相約越獄逃亡。某晚，三人順利逃亡至賀志堅部隊，暫時安穩下來。期間，范龍得知小紅對自己有好感，但卻特意隱瞞內心裏漸生的情愫。然而，鄧克保則與政芬再度相聚時，卻聽聞她已自行墮胎的噩耗，對此難過不已。另外，阿丁與老謝彼此相互扶持，情如父子。
此時，泰國政府為泰國共產黨肆虐所苦，乃逼迫賀志堅部隊集結向泰北缅共出兵，換與居留在泰國領土的權利。叭噹山戰役後，雖然賀志堅部隊獲勝，但卻傷亡慘重，連阿丁也命喪其中。怎料到，賀志堅部隊在併入泰國國軍後，首項奉命的任務則是清剿同為華裔的金三角毒梟羅輝。賀志堅則對於此事深感不滿，但也只能無奈接受，並派遣鄧克保與范龍相談，避免雙方互相殘殺，卻毫無所獲。
後來，泰國國軍反而未通知賀志堅部隊參與攻擊，遂自行前往殲滅羅輝部隊……

## 人物角色
| 角色名稱 | 演員   | 粵語配音 | 備註                                                            |
| -------- | ------ | -------- | --------------------------------------------------------------- |
| 鄧克保   | 庹宗華 | 馮永和   | 少校軍隊軍官，最後和小紅前往台灣落地生根。                      |
| 范龍     | 梁朝偉 | 林保全   | 軍隊軍官，少校參謀官(影射張蘇泉,楊維綱)，最後死於泰國軍隊圍剿。 |
| 小丁     | 林志穎 | 羅君左   | 軍隊士兵，老謝的義子，在叭噹山戰役中戰死。                      |
| 羅輝     | 呂良偉 | 周永光   | 金三角毒梟(影射坤沙)，最後死於泰國軍隊圍剿。                    |
| 老謝     | 吳孟達 | 吳孟達   | 軍隊士兵，小丁的義父，在小丁戰死後受不了打擊而精神失常。        |
| 小紅     | 葉全真 | 龍寶鈿   | 學校老師，最後跟鄧克保前往台灣和其另生一子一女。                |
| 未具名   | 關之琳 |          | 老謝的妻子，緬共臥底，最後被老謝得知後遭老謝槍殺。              |
| 政芬     | 王淑娟 |          | 鄧克保的妻子，遭緬軍殺害。                                      |
| 小劉     | 朱家麟 |          | 軍隊士兵，最後加入泰國籍。                                      |
| 賀志堅   | 柯俊雄 | 周永光   | 軍隊軍官，少將司令官(影射段希文)，最後加入泰國籍。              |
| 鄧安岱   | 姜依婷 |          | 鄧克保的女兒，最後跟隨鄧克保前往台灣。                          |
| 未具名   | 李昆   |          | 翻譯官                                                          |
| 小何     | 杜福平 |          | 軍隊士兵，最後加入泰國籍。                                      |

## 獎項

### 入圍
| 頒獎典禮     | 獎項         | 名單   | 結果 |
| ------------ | ------------ | ------ | ---- |
| 第30屆金馬獎 | 最佳劇情片獎 |        | 提名 |
| 第30屆金馬獎 | 最佳男配角獎 | 吳孟達 | 提名 |

## 備註
1. ↑  香港電影票房 1993 〔華語電影〕，〈香港電影票房全紀錄〉
2. ↑  1993年台灣票房 的存檔，存档日期2008-03-20.，〈台灣電影資料庫〉
3. ↑  台灣電影史料庫 （页面存档备份，存于），〈台灣電影資料庫〉

## 外部連結
- 異域2：孤軍（A Home Too Far 2），〈台灣電影資料庫〉
- 開眼電影網上《異域2：孤軍》的資料（繁體中文）
- 豆瓣电影上《異域之未路英雄》的資料 （简体中文）
- 时光网上《異域之未路英雄》的資料（简体中文）
- AllMovie上《異域之未路英雄》的资料（英文）
- 爛番茄上《異域之未路英雄》的資料（英文）
- 香港影庫上《異域之未路英雄》的資料（繁體中文）
- 互联网电影数据库（IMDb）上《異域之未路英雄》的资料（英文）
- 台灣專利智財部落格 Taiwan Patent & Intellectual Property Blog - 柏楊、異域、公平法  （页面存档备份，存于）